# دودلي الشمالية (دائرة انتخابية في المملكة المتحدة)
دودلي الشمالية (بالإنجليزية: Dudley North)‏ هي إحدى الدوائر الانتخابية في المملكة المتحدة الممثلة في مجلس العموم في برلمان المملكة المتحدة.
عضو البرلمان الذي يمثلها حالياً هو :Mr Ian Austin (Lab).